# Pirapora
Pirapora es un municipio brasileño de Minas Gerais, localizado a aproximadamente a 340 km (kilómetros) de la capital, Belo Horizonte. Es el segundo mayor polo industrial del norte de Minas Gerais, 33.ª economía exportadora del estado, y 2.º PIB norte-mineiro. Destaca por sus industrias de ferrosilicio, silicio metálico, aleaciones de hierro y de aluminio, y tejidos, que son los principales productos exportados desde el municipio.

## Etimología
Su nombre tiene origen tupí y significa ‘Salto del pez’, a través de la unión de los términos pirá (‘pez’) y pora (‘salto’). El nombre hace referencia a que, en el periodo de desove de los peces, éstos saltan sobre el agua para vencer las corrientes fluviales y, de este modo, poder alcanzar la cabecera de los ríos, que son lugares más propicios para el desove.

## Historia
Los indios cariris habrían subido el Río San Francisco, movidos por el temor a la aproximación de los blancos por el litoral brasileño y acosados por las tribus vecinas. Llegaron al área que hoy corresponde al municipio de Pirapora, se establecieron frente a la cascada, construyendo su aldea justamente en el local donde actualmente se sitúa la Plaza Cariris-Centro. Fueron llegando sucesivamente a la localidad unos pocos garimpeiros, pescadores, pequeños ganaderos y aventureros que se dedicaban a diversas actividades y vivían en cabañas cubiertas de paja de buriti, construidas siguiendo el estilo indígena. La principal de estas actividades era la pesca, siendo comercializado pescado secado en tendederos, con arrieros que exigían otras regiones. Estos habitantes pioneros se fueron trasladando paulatinamente a la localidad, ejerciendo y desarrollando sus funciones, constituyendo sus familias y, finalmente, estableciendo sus residencias en forma definitiva en la región.

### Navegación
Antes del siglo XX, solamente barcos y canoas podían llegar hasta el poblado de São Gonçalo de Pirapora. Las grandes embarcaciones. La navegación a vapor por el río San Francisco comenzó en 1871, pero solamente a partir de 1902 los vapores «Saldanha Marinho» y «Mata Machado» iniciaron el tráfico regular con el poblado.
Durante el ciclo minero, el río San Francisco fue un importante medio de transporte para abastecer a la región de minas. Las mercancías salieron de Bahía río arriba y, cuando terminó el tramo navegable, se dirigieron por tierra a los centros mineros. La ciudad nació justo en el punto de transferencia, en la margen derecha del río, aguas abajo de la cascada Pirapora.

### Formación administrativa
El distrito de Pirapora fue creado en 1847, en el municipio de Várzea da Palma y, seis años después, en 1853, fue anexado al municipio de Curvelo. En 1873, pasó a formar parte del municipio de Jequitaí, y volvió a pertenecer a Curvelo en 1875. En 1884, fue nuevamente anexado a Jequitaí. Como resultado de la Ley Provincial 44, perdió su condición de distrito, recuperándola en 1891, por la Ley Estatal Segunda, de 14 de septiembre, que creó nuevamente el distrito con el nombre de São Gonçalo das Tabocas y sede en el pueblo de Pirapora.
El 30 de agosto de 1911, se creó el municipio mediante la Ley del Estado 556 y, cuatro años después, el 18 de septiembre de 1915 (Ley 663), la sede municipal ganó los foros de la ciudad. Según la división administrativa actual, el municipio consta de dos distritos: Pirapora y Buritizeiro.
Hasta 1936, Pirapora fue el término del distrito de Curvelo. El distrito de Pirapora fue creado por Decreto 545, de 19 de marzo de 1936. Según la división judicial vigente, los términos de Jequitaí, Lassance y Várzea da Palma están subordinados a él.

### Microrregión
El área de influencia de Pirapora es de aproximadamente 23 113 km² (kilómetros cuadrados), y su población supera los 150 000 habitantes. La microrregión del municipio consta de nueve ciudades: Buritizeiro, Várzea da Palma, Ibiaí, Jequitaí, São Romão, Lassance, Riachinho, Santa Fé de Minas y Lagoa dos Patos. Pirapora está bajo la jurisdicción de la Agencia de Desarrollo del Nordeste, y está representada por la Asociación de Municipios de la Cuenca del San Francisco.

## Geografía

### Clima
Según datos del INMET, la temperatura mínima registrada en Pirapora fue de 3,0 °C, ocurrida el día 18 de julio de 1926. La máxima fue de 40,7 °C, observada los días 28 de octubre de 2008 y 31 de octubre de 2012. El mayor nivel de precipitaciones registrado en 24 horas en la ciudad fue de 166,4 mm (milímetros), el 21 de diciembre de 1943.

## Ubicación
El municipio se encuentra en la intersección de las siguientes coordenadas: latitud 17°21′55″ al sur del ecuador, y longitud 44°56′59″ al oeste del meridiano de Greenwich, insertado en la microrregión norte del estado de Minas Gerais, en la margen derecha de la zona del Alto Medio San Francisco, ocupando un área territorial de 582 km² (kilómetros cuadrados), y destacándose como un polo microrregional.

## Economía
Pirapora es el segundo polo de industrialización más grande del norte de Minas Gerais, por lo que se clasifica como una ciudad de tamaño mediano en cuanto a su estructura y funcionalidad dentro de su microrregión, es decir, por su capacidad de producción y prestación de servicios. El municipio tiene una economía sólida que lo diferencia de otras ciudades vecinas, como polo industrial, proveedor de servicios y generador de empleo e ingresos. Ubicado a 340 km (kilómetros) al norte de Belo Horizonte, Pirapora marca el punto de partida de la navegación en el río San Francisco. Es el segundo centro industrial más grande de la región minera del Valle de San Francisco, y tiene un comercio activo y rotativo. Las industrias textil y metalúrgica son los principales empleadores de mano de obra industrial. La pesca, el turismo y la fruticultura de regadío también forman parte de la economía local, con la producción de uva como buque insignia. La producción de frutas genera para Pirapora y la región innumerables empleos, moviendo así la economía local.

### Exportaciones
Favorecida por su localización estratégica en las márgenes de las carreteras BR-365, BR-496 y por la línea de ferrocarril Ferrovia Centro-Atlântica que une el municipio al Porto de Tubarão en el estado de Espírito Santo, la ciudad destaca en la producción y exportación de ferrosilicio, silicio metálico, aleaciones de hierro y aluminio y tejidos. Según datos del Ministério do Desenvolvimento, Indústria e Comércio Exterior de 2011, el municipio amplió sus exportaciones de 183 600 000,00 millones de reales en 2010 a 342 200 000,00 millones de reales en 2011.

### Empresas
La ciudad alberga varias empresas:
- Cedro Têxtil
- Cerâmica Pirapora
- Inonibrás (inoculantes y ferroaleaciones)
- Emifor  (alimentos)
- Liasa  (silicio metálico)
- Minasligas (ferroaleaciones y silicio metálico)
- NovaAgri (almacenamiento y flujo)
- Real Minas Têxtil (productos hospitalarios)
- Ferrovia Centro Atlântica [FCA] / Vale (terminal intermodal)

## Educación
La ciudad cuenta con diversas instituciones de enseñanza técnica y superior. Entre otras:
- UNIMONTES - Universidade Estadual de Montes Claros
- FAC FUNAM - Faculdade de Ciência e Tecnologia da FUNAM
- ULBRA - Universidad Luterana de Brasil
- UNOPAR - Universidade Norte do Paraná
- UNIP - Universidade Paulista
- IFNMG - Instituto Federal do Norte de Minas Gerais
- FUNAM - Fundação Nacional Alto Medio São Francisco
- SENAC - Serviço Nacional de Aprendizagem Comercial
- SENAI - Serviço Nacional de Aprendizagem Industrial

## Transporte[17]
- Viação Osasco Ltda
- Viação Novo Horizonte
- Viação Gontijo
- Ferraz Trindade
- Expresso União
- Rápido Turismo Ltda

## Turismo
Es una ciudad de playa fluvial y cascadas, por lo que atrae a turistas de todo el país. Hay un carnaval animado en febrero y otro carnaval temprano también de mucha aglomeración. Su playa tiene aguas cristalinas de junio a octubre. Tiene un puerto fluvial y ahora tiene vapor para excursiones y viajes turísticos.

### Festivales regionales
Encuentro Nacional de Motociclistas
Es un evento que suele tener lugar entre mayo y junio, y que reúne a motociclistas de todo el país. Actualmente, está presente el motoclub «Kalangos do sertão».
Expociap/Fiesta de la uva
Evento que se realiza en septiembre, en el que empresarios del gremio presentan sus ideas para mejorar el comercio local. Cuenta con desfiles de moda, comidas típicas y ferias artesanales.
Feria agroindustrial
La Feria Agroindustrial de Pirapora y la región se realizó por primera vez en 2012 y, desde entonces, se ha repetido todos los años en septiembre. La feria se realiza en el Parque de Exposiciones de Pirapora, y está organizada por la Unión de Productores Rurales de la ciudad, junto con el apoyo de empresarios y el Ayuntamiento municipal. Tiene como objetivo dar a conocer novedades en el sector de maquinaria e implementos agrícolas, promover mesas de negocios, almacenes de vacas, potros y toros, remate de ganado, y charlas, teniendo además durante todo el evento la presencia de bancos para financiamiento y condiciones especiales para los que decidan realizar compras durante el evento.
Sinfonía de Velho Chico
Evento que se realiza una vez al mes, y que consiste en la presentación de la Banda Sinfónica Juvenil de Pirapora a bordo del barco de vapor Benjamim Guimarães, bajo la dirección del director Alex Domingos. Cuenta con la ejecución de varios números musicales, comidas típicas y puestos artesanales.

### Barco de vapor Benjamim Guimarães
El barco de vapor fue construido en 1913, en Estados Unidos, por la empresa James Rees & Com. Navegó en el río Misisipi y, posteriormente, en ríos de la Cuenca Amazónica. En la década de 1920, el buque se ensambló en el puerto de Pirapora.
En la actualidad, el Benjamim, el única barco de vapor que aún funciona en el mundo, realiza viajes públicos de ida y vuelta los domingos a las 9 a. m. desde el puerto de Pirapora al río das Velhas, en Barra do Guaicuí, distrito de Várzea da Palma.